# Altwiesenbach (Sieg)
Der Altwiesenbach (in der deutschen Grundkarte auch Haardtbach im Oberlauf und Au im Unterlauf genannt) ist ein 2,8 km langer, östlicher und orographisch linker Zufluss der Sieg in den Gemarkungen der Ortschaften Grissenbach und Nenkersdorf im Kreis Siegen-Wittgenstein in Nordrhein-Westfalen.

## Geographie

### Verlauf
Der Altwiesenbach entspringt in den Siegerländer Rothaar-Vorhöhen, die in den Südauslauf des Rothaargebirges übergehen. Seine Quelle liegt auf etwa 484 m ü. NHN auf dem Südwesthang des 579,9 m hohen Berges Nordhelle.
Der Altwiesenbach fließt in überwiegend südwestlicher Richtung. Nach etwa 0,9 Kilometern (km) Fließstrecke nimmt er in einer Wiesenlandschaft, die mit Wald umsäumt ist, linksseitig den Winkelbach auf, der auf dem Nordhang des Hellerkopfs (551,8 m) entspringt. Von dort verläuft er noch etwa 0,3 km weiter in Richtung Südwesten, nord- bis nordwestlich am Bauernhof Sonnenhof vorbei, bis er den am Heinenberg entspringenden Strubach, seinen größten Zufluss, aufnimmt. Hiernach macht er einen Bogen und fließt kurzzeitig in westliche Richtung. Er speist drei Teiche, dann unterquert er einen kleinen asphaltierten Weg und wendet sich wieder in Richtung Südwesten.
Hiernach fließt der Altwiesenbach knapp 1,2 Bachkilometer parallel zum Rhein-Nebenfluss Sieg, um dann in Grissenbach auf etwa 336 m ü. NHN in die dort von Nordosten kommende Sieg zu münden.

### Naturräumliche Zuordnung
Der Altwiesenbach fließt in der naturräumlichen Haupteinheitengruppe Süderbergland (Nr. 33) und in der Haupteinheit Siegerland (331) durch die Untereinheit Siegerländer Rothaar-Vorhöhen (331.2).

## Zuflüsse
Zu den Zuflüssen des Altwiesenbachs gehören (bachabwärts betrachtet):
| Name       | Seite | Länge (km) | Quellhöhe (m ü. NHN) | Mündungshöhe (m ü. NHN) | DGKZ     |
| ---------- | ----- | ---------- | -------------------- | ----------------------- | -------- |
| namenlos?  | links | 0,10 km    | 457 m                | 426 m                   | –        |
| Winkelbach | links | 0,45 km    | 450 m                | 386 m                   | –        |
| Strubach   | links | 0,79 km    | 480 m                | 368 m                   | 27211542 |